# Вірушова (герб)
Вірушова (Вєрушова, Вєруш, пол. Wieruszowa, Wierusz) – шляхетський герб, вживаний у Речі Посполитій. За деякими припущеннями, міг бути сілезького чи майсенського походження.

## Опис герба
У срібному полі здиблений Козел рогатий, вліво щита обернений, у якого половина від голови чорна, та передні ноги такі ж, а друга половина шахована червоними і білими полями, нога у нього ліва (задня) трішки над землею піднесена. У клейноді п'ять страусиних пер. Намет червоний, підбитий сріблом.
В інших варіаціях цього герба, намет чорний, підбитий сріблом. У Длугоша Козел в червоному полі.

## Найбільш ранні згадки
- 1395 рік – печатка Бернарда Вєруша, судді земського велюнського
- 1425 рік – запис судової справи

Найбільш ранні геральдичні джерела із зазначенням герба датуються 1464-1480 роками у праці "Insignia seu clenodia Regis et Regni Poloniae" польського історика Яна Длугоша. Він записав інформацію про герб серед 71 найстаріших польських гербів у розділі: "Wyeruschowa, que hyrcum cornutum, in medietate una nigrum, in altera scaccatum, in campo albo defert. Genus Almanicum, ortum ex Myschna, in qua viri pacifici, alieni tamen appetitores".
Деякі історики виводять цей герб з німецького маркграфства Мейсен. Сама ж його назва показує, що гербова емблема була дана людям, що вирізнялись своєю вірністю, як вважають Ян Длугош та Марцін Бельський.

## Роди
Список був складений на основі достовірних джерел, особливо класичних і сучасних гербовників. Слід, однак, звернути увагу на часте явище самопризначення шляхтою невластивих гербів, що було потім втілено у виданих пізніше Гербовниках. Ідентичність прізвища не обов'язково означає приналежність до певного гербового роду. Таку приналежність можна безперечно визначити тільки генеалогічними дослідженнями.
Бельські (Бєльські) (Bielski), Бокеї (Bockiej, Bokiej), Бокії (Bokij).
Валіхновські (Walichnowski), Валькновські (Walknowski), Валькновські Вєруші (Walknowski Wierusz), Вальхновські (Walchnowski), Вахновські (Wachnowski), Вєруші (Wierusz), Гакебейли (Hackebeyl).
Гакенбейли (Hackenbeyl), Галевські (Galewski), Гарецькі (Garecki), Ґурецькі (Górecki).
Домейки (Domejko, Domeyko).
Квятковські (Kwiatkowski), Кемпінські (Kempiński, Kępiński), Кемпські (Kempski, Kępski), Климашевські (Klimaszewski), Ковальські (Kowalski), Ковальські де Шміден (Kowalski de Szmiden), Костанецькі (Kostanecki, Kostaniecki), Костенецькі (Kosteniecki), Кунцевичі (Kuncewicz).
Міхаловські (Michałowski).
Немоєвські (Niemojewski), Немойовські (Niemojowski).
Остелецькі (Ostelecki).
Пакіші (Pakisz).
Раковські (Rakowski), Рудницькі (Rudnicki).
Салецькі (Salecki, Sałecki), Сольніци (Сольниці) (Solnica), Стлецькі (Stlecki), Столецькі (Stolecki), Столиці (Stolica), Столички (Stoliczka), Стонґо(р)жевські (Stongorzewski).
Фестенберги (Festenberg).
Цєшенцькі (Cieszęcki).

### Відомі власники
- Беняш з Бялої - гофмейстер королівський, учасник битви під Грюнвальдом
- Лютольд з Бяли – суддя земський велюнський
- Бонавентура Немойовський – юрист і політик, депутат сейму Королівства Польського (Конгресового), під час листопадового повстання (1830-1831) останній Голова Народного Уряду, згодом - Голова Тимчасового Комітету Польської Еміграції в Парижі (1831)
- Вінцентій Немойовський – політичний діяч, член Народного Уряду під час листопадового повстання, брат Бонавентури Немойовського
- Альфред Веруш-Ковальський - польський художник-реаліст